# 悉尼·厄尔·卓别林
悉尼·厄尔·卓别林（Sydney Earle Chaplin，1926年3月31日—2009年3月3日），电影演员，世界喜剧电影大师查理·卓别林的儿子。

## 人物生平
悉尼·厄尔·卓别林1926年3月31日生于美国加利福尼亚州的洛杉矶市，是查理·卓别林的第三个儿子，也是他和第二任妻子丽泰·格雷所生的次子。他同父异母的兄弟姐妹有：杰拉尔丁、迈克尔、约瑟芬、维多利亚、尤金、简·卓别林（Jane Cecil Chaplin）、安内特·卓别林（Annette Emily Chaplin）、克里斯托弗和诺曼·卓别林。“悉尼”是为了纪念他的伯父悉尼·约翰·卓别林而取的。在他出生一年后父母离异。他的同胞哥哥小查理·卓别林于1968年去世。
他曾在父亲的两部的电影《舞台生涯》(1952)和《香港女伯爵》(1967)中有过演出。
二战期间曾参军服役，战后回归演艺生涯。
2009年3月3日患中风去世，享年82岁。